# Die Wachsperson

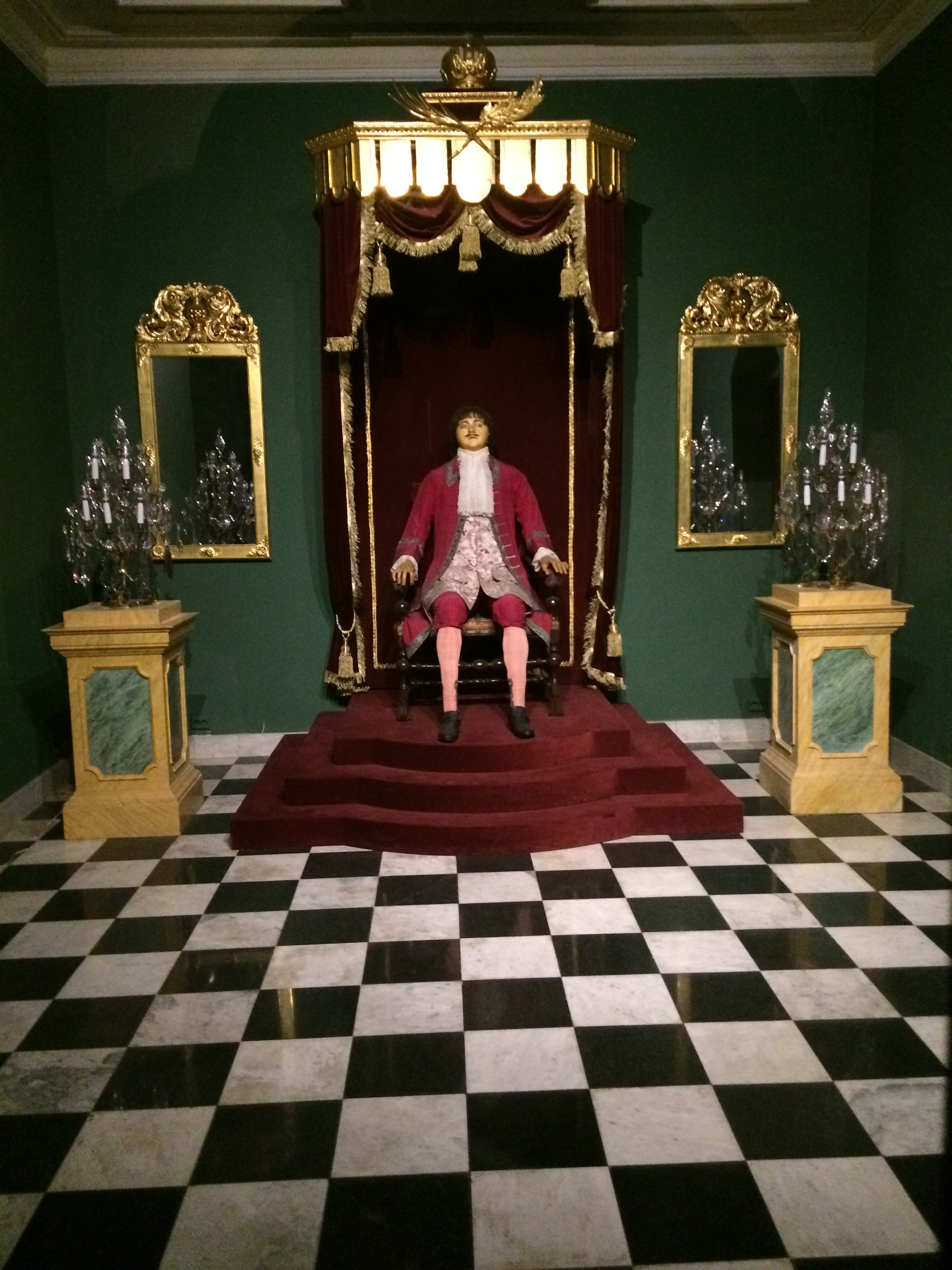
Wachsfigur Peters des Großen in der Petersburger Kunstkammer

Die Wachsperson (russisch Восковая персона, Woskowaja persona) ist eine historische Novelle des sowjetischen Schriftstellers Juri Tynjanow, die – 1930 geschrieben – 1931 im Januar- und Februarheft der Leningrader Literaturzeitschrift Swesda erschien.

## Inhalt
Spätwinter 1725 in Sankt Petersburg: Peter der Große liegt im Sterben. Der italienische Hofmedikus Lazaritti gibt dem Herrscher noch vier Tage. Profosse, Henker und Gefängniswärter jagen Sträflinge aus Petersburg hinaus in den russischen Winter. Die schwergeprüften, teilweise gefolterten Hinausgesperrten sollen vorm Stadttor für die Gesundheit und ein langes Leben Seiner Majestät beten. Graf Rastrelli will gleich nach dem Tode eine Wachsfigur Peters I. modellieren. Rastrellis Vorbild ist die Wachsfigur Ludwigs XIV., geschaffen von Meister Antoine Benoist.
Der Zar stirbt nach knapper Introspektion. Zwei Kardinalfehler sind nicht mehr zu korrigieren. Erstens, sein tückischer Freund Menschikow hat die Strafe für seine Unterschlagungen und andere Betrügereien nicht bekommen. Und zweitens, seine Gattin Katharinas durfte trotz in Erwägung gezogenen Gattenmordes weiterleben. Das Wehgeschrei der Witwe Katharina hallt durchs Palais. Herr Legendre, der Geselle Rastrellis, nimmt am Sterbebett die Totenmaske ab und eilt mit dem Gipsabguss auf einem Tablett in die Formerei im Petersburger Gießereibezirk. Rastrelli und Legendre machen sich ans Werk. Nach getaner Arbeit baut der Mechanikus Leutnant  Bottom einen Mechanismus aus Rädchen, Ketten, Gewichten und Übersetzungen in den hölzernen Korpus der Wachsfigur ein. Generalprokurator Jagushinski, „Auge des Herrschers“, beaufsichtigt die Komplettierung. Die Wachsperson wird angekleidet, in Peters I. Sessel gesetzt  und des Nachts in die Kunstkammer übergeführt. Mechanikus Bottom verlegt im Fußboden Schienen und Drähte.
Nachdem der Zar genug beweint worden ist, wird er begraben und das Palais gut durchgelüftet. Menschikow macht sich bald an Katharina heran. Menschikow, Herzog von Ingermanland, wie oben angedeutet ehemals Intimus des Zaren, will seine Tochter Marja mit dem Zarewitsch verloben. Dann wird Marjas Vater wohl ausgesorgt haben. Menschikow hasst den Generalprokurator Jagushinski; schimpft ihn Pestbeule und Schnüffler. Für Jagushinski ist Menschikow ein Scheißkerl, Hundsfott und Blutsauger. Der Generalprokurator tritt in der Kunstkammer vor den Sessel und beschwert sich bei der Wachsperson über Menschikow. Die Wachsperson erhebt sich zu voller Größe und hört dem Besucher mit scheinbar gesenktem Blick zu. In der Kunstkammer leben neben den mausetoten Exponaten drei Missgeburten. Eine davon, der gescheite Bauer Jakow, ist sechsfingrig. Jakow wird Ohrenzeuge von Jagushinskis Beichte. Menschikow bekommt Wind von den Anschuldigungen gegen seine Person und will den Zeugen Jakow aus dem Weg räumen lassen. Ein Großfeuer kommt dem zuvor; wütet auf der Wyborger Seite. Jakow flieht vor der Feuersbrunst und taucht in einer belebten Petersburger Garküche unter.
Menschikow, der seine Tochter unbedingt verheiraten will, begibt sich zu Katharina. Der Intrigant kommt zu spät. Widerpart Jagushinski ist ihm zuvorgekommen; erheitert Katharina und die Prinzessin Elisabeth. Zwar muss Menschikow vorerst einen Pflock zurückstecken, doch es ist noch nichts verloren. Katharina lässt ihm nach wie vor ihre Huld zuteilwerden.
Peter der Große hatte das Reich mit harter Hand regiert. Nun bekommen solche Herrschaften wie Menschikow Oberwasser. Zudem machen sich Handwerker davon, weil Petersburg zu sumpfig ist. Der Zar hatte das Militär von den Kanalisationsarbeiten abgezogen. Der Treidelweg an der Newa ist stellenweise nicht begehbar.

## Rezeption
- 1970, Krempien stellt klar, die Wachsperson ist lediglich ein Mechanismus, der reagiert, wenn der Besucher der Kunstkammer auf ein bestimmtes Dielenbrett tritt. Des Weiteren behindere das Geflecht aus atmosphärisch dichten Einzelszenen den Textüberblick. Tynjanow frage nach der Rolle des Individuums im historischen Entwicklungsprozess: War Peter der Große letztendlich ein Herrscher ohne Macht? Oder habe er einsichtig resigniert? Tynjanow habe die durch den Lauf der Geschichte erwiesene Konsistenz des Reformwerkes Peters des Großen „so gut wie gar nicht“ gestaltet.[2]
- 1975, Mierau[3]: In diesem Gemenge aus innerem Monolog, Sachbericht, personalem Erzählen und Anklang an die Sprache zu Beginn des 18. Jahrhunderts bei Hofe probiere Tynjanow komplexes Erzählen.
- 1977, Lewin nimmt die im Novellentext benannten Grausamkeiten ins Visier. Die korrupte Bürokratie des Russischen Reiches jener Zeit habe sich durch Schreckensherrschaft gehalten.[4]

### Verwendete Ausgabe
Die Wachsperson. Aus dem Russischen von Leo Hornung. S. 51–203 in Juri Tynjanow: Sekondeleutnant Saber. Die Wachsperson. Der Minderjährige W. Mit einem Nachwort von Herbert Krempien. 292 Seiten. Verlag Kultur und Fortschritt, Berlin 1970 (1. Aufl.)

### Sekundärliteratur
- Fritz Mierau (Hrsg.): Juri Tynjanow: Der Affe und die Glocke. Erzählungen. Drama. Essays. 624 Seiten. Verlag Volk und Welt, Berlin 1975 (1. Aufl.)
- Wladimir Lewin: Wissenschaftler und Künstler, S. 358–382 in Juri Tynjanow: Wilhelm Küchelbecker, Dichter und Rebell. Ein historischer Roman. Aus dem Russischen von Maria Einstein. 400 Seiten. Verlag Volk und Welt, Berlin 1977 (2. Aufl.)